# Demonstrativt pronomen
Demonstrativa pronomen används i stället för substantiv för att peka ut eller visa upp något. Ofta handlar det om en fysisk utpekning som kan vara direkt, på avstånd eller tillbakasyftande på något som nyss nämnts.  Demonstrativa pronomen skiljer ofta mellan närhet till och avstånd från talaren, ordet "pronomen" betyder ursprungligen "i stället för namn".
Exempel:
- Den här stolen är svart (direkt)
- Det huset känner jag igen (på avstånd)
- Hon började skriva en bok, men det projektet blev aldrig klart (något som nyss nämnts)

## Undergrupper
Demonstrativa pronomen kan alltefter korrelatets art delas upp i tre undergrupper.

### Syftning på en viss person eller sak
Undergruppen förekommer oftast i kanslisvenska och liknande stilarter. En specifik grupp bildar den ene/andre som betecknar ett val av två (selektiva).
a)	Den – denne – den här/där Den förekommer både i tal och i skrift, denne förekommer mestadels i skrift (i södra Sverige även i tal), den här/där förekommer oftast i tal och ses som ett ledigt men starkt utpekande uttryck.
b)	Denne – han, hon etc.
Då det kan finnas mer än ett ord som korrelat till ett pronomen använder man han eller hon (personliga pronomen) för att syfta på subjektet i en tidigare sats, denne syftar då till det ofta senare subjektet. Exempel: Läraren sa till den bråkiga eleven, men denne fortsatte att vara otrevlig mot henne.

### Syftning på en viss beskaffenhet
Undergruppen syftar på en specifik beskaffenhet, så som sådan, dylik, likadan, samma, densamma, sålunda

### Syftning på en viss omständighet
Undergruppen syftar på en viss omständighet, så som här, där, däremellan, hittills, därmed